# Depapepe
Depapepe (デパペペ, sobremordida) é uma dupla de violonistas japoneses que toca música acústica instrumental, composta pelos músicos Takuya Miura (nascimento: 5 de Abril de 1983) e Yoshinari Takuoka (nascimento: 15 de Julho de 1977). Com melodias cativantes e estilo enérgico, suas canções são aparentemente populares em todos os gêneros, idades e línguas.
Tornaram-se famosos após aparecerem no canal Animax - um canal de animes - com o videoclipe da canção "Summer Parade".
O nome provém da combinação da palavra japonesa ‘deppa’ (sobremordida) - por conta da sobremordida do Miura - com o nome da banda anterior do Takuoka (DERUPEPE). Ao contrário do que dizem os rumores, eles não são irmãos.
Quando da sua formação - em 2002 - eles assinaram um contrato com a Sony Music Japan.
Seu álbum de estréia (gravado em 2005), chamado “Let's Go!!!”, teve uma vendagem na ordem de 100.000 discos (o que os deixou no top 10 da "Oricon’s Instrumental Artist" na categoria "Debut Chart" - álbum de estréia). Antes disso, eles haviam lançado três álbuns independentes.
Algumas músicas do anime japonês "Honey and Clover" foram escritas e tocadas por eles.
Em 2018, eles se juntaram ao Kotaro Oshio para formar o super-trio DEPAPEKO.

## Membros
- Takuya "Depa" Miura (三浦拓也) (Nascimento: Kobe, Japão, 5 de abril de 1983 (41 anos)) - Violão
- Yoshinari "Pepe" Tokuoka (徳岡慶也) (Nascimento: Kobe, Japão, 5 de julho de 1977 (47 anos)) - Violão

## Participações em Festivais
Eles já participaram de inúmeros festivais, tais como Rock in Japan Festival (2005-07), Rising Sun Rock Festival (2005), Summer Sonic (2006), Ap Bank Festival (2007), Korea's Grand Mint Festival (2008), Honda Winter Fest #5 (Tailândia), Java Soulnation Festival 2011 (2011), entre outros.

## Discografia
Álbuns Estúdio
| Selo Independente  | Selo Independente      | Selo Independente                         | Selo Independente          |
| #                  | Lançamento             | Álbum                                     | Nome em Kanji              |
| ------------------ | ---------------------- | ----------------------------------------- | -------------------------- |
| 1                  | 15 de Julho de 2004    | Sky! Sky! Sky!                            |                            |
| 2                  | 2 de Dezembro de 2004  | PASSION OF GRADATION                      |                            |
| 3                  | 20 de Julho de 2005    | ACOUSTIC FRIENDS                          |                            |
| Grandes Gravadoras |                        |                                           |                            |
| 4                  | 18 de Maio de 2005     | Let's Go!!!                               |                            |
| 5                  | 19 de Outubro de 2005  | Hi！Mode！！ [EP]                         |                            |
| 6                  | 19 de Abril de 2006    | Ciao! Bravo!!                             |                            |
| 7                  | 28 de Novembro de 2007 | (DEPACLA) ～DEPAPEPE PLAYS THE CLASSICS～ | デパクラ                   |
| 8                  | 2 de Abril de 2008     | HOP! SKIP! JUMP!                          |                            |
| 9                  | 30 de Julho de 2008    | (DEPANATSU) ～drive!drive!!drive!!!～     | デパナツ                   |
| 10                 | 26 de Novembro de 2008 | Depafuyu ~Hare tokidoki yuki~             | デパフユ〜晴れ 時どき 雪〜 |
| 11                 | 3 de Junho de 2009     | Do!                                       |                            |
| 12                 | 2 de Dezembro de 2009  | ～DEPAPEPE PLAYS THE CLASSICS 2           | デパクラ2                  |
| 13                 | 18 de Maio 2011        | ONE                                       |                            |
| 14                 | 03 de Outubro de 2012  | Acoustic & Dining                         |                            |
| 15                 | 27 de Agosto de 2014   | KISS                                      |                            |
| 16                 | 12 de Abril de 2017    | Colors                                    |                            |
| 17                 | 29 de Abril de 2020    | Seek                                      | 【初回生産限定盤】         |

Coletâneas
| # | Lançamento            | Álbum                                               | Nome em Kanji  |
| - | --------------------- | --------------------------------------------------- | -------------- |
| 1 | 25 de Abril de 2007   | BEGINNING OF THE ROAD ～collection of early songs～ |                |
| 2 | 2 de dezembro de 2015 | DEPAPEPE ALL TIME BEST～INDIGO BLUE～               | ベストアルバム |
| 3 | 2 de dezembro de 2015 | DEPAPEPE ALL TIME BEST～COBALT GREEN～              | ベストアルバム |

Singles
| # | Lançamento              | Single                                        | Nome em Kanji                                       |
| - | ----------------------- | --------------------------------------------- | --------------------------------------------------- |
| 1 | 20 de Julho de 2005     | SUMMER PARADE                                 |                                                     |
| 2 | 30 de Novembro de 2005  | Spur - WINTER VERSION'05/Swingin' Happy X'mas | シュプール －WINTER VERSION'05/Swingin' Happy X'mas |
| 3 | 15 de Março de 2006     | Lahaina                                       | ラハイナ                                            |
| 4 | 21 de Fevereiro de 2007 | Sakura Kaze                                   | 桜風                                                |
| 5 | 22 de Abril de 2009     | KATANA                                        |                                                     |

DVDs
| # | Lançamento             | Single                                                            | Info                       |
| - | ---------------------- | ----------------------------------------------------------------- | -------------------------- |
| 1 | 25 de Janeiro de 2006  | 6 Color Rainbow - Video Clips Vol. 1                              | DVD com Videoclipes do duo |
| 2 | 19 de Julho de 2006    | Ciao! Bravo!! The Movie!!! - DEPAPEPE meets Digital Hollywood     | DVD com Videoclipes do duo |
| 3 | 26 Setembro de 2007    | ほろり二人旅 2007                                                 | Documentário sobre o duo   |
| 4 | 30 de Setembro de 2009 | DEPAPEPEデビュー５年記念ライブ「Merry 5 round」日比谷野外大音楽堂 | Show ao vivo               |

### Com oDEPAPEKO
- 2018 - PICK POP! ～J-Hits Acoustic Covers～[4]

### Trilhas Sonoras
| # | Lançamento            | Single                                        | Nome em Kanji        | Tipo                    | Ref.  |
| - | --------------------- | --------------------------------------------- | -------------------- | ----------------------- | ----- |
| 1 | 29 de Abril de 2006   | Catch a Wave Original SoundTrack              | キャッチ ア ウェーブ | Filme de Longa-Metragem | [ 5 ] |
| 2 | 11 de Outubro de 2006 | Night & Day - Depapepe meets Honey and Clover | ハチミツとクローバー | Anime                   | [ 6 ] |

### Participações Especiais
- 2008 - Música "音遊技 ～四段～ (Sound-stage game four)" - Álbum NEW STANDARD da banda SOFFet.
- 2010 - Música "light and shadow" - Álbum "Kana: My Favorite Things" da cantora Kana Uemura[7]
- 2011 - Música "Hungarian Dance No.5 in G# Minor" - Álbum "Qlassix" da banda Fantastic Plastic
- 2011 - Música "Some Other Day" - Álbum "The White Room - Decoration" da banda tailandesa "Singular"
- 2012 - Música "Owakare Desu ka?" da cantora Younha
- 2016 - Música "Magical Beautiful Seasons" de Kotaro Oshio.[8]

## Info sobre os Álbuns

### Selo Independente

#### Sky! Sky! Sky!
- 1. Sky! Sky! Sky!
  2. Sabamba
  3. さざなみ Sazanami
  4. TIME
  5. 微風 Breeze

#### PASSION OF GRADATION
- 1. 激情メランコリック Passion Melancholic
  2. DUNK
  3. FRIENDS
  4. Snow Dance
  5. ありがとう。 Thank You.
  6. Fun Time

#### ACOUSTIC FRIENDS
- 1. Hi-D!!
  2. La tanta
  3. 真夜中の怪盗 Midnight of Phantom Thief
  4. 水面に浮かぶ金魚鉢 Goldfish Bowl on the Water
  5. 風 Wind
  6. いつかみた道 Some Day I'll Drive
  7. 木漏れ陽の中で Sunshine Through the Trees
  8. THIS WAY

### Singles

#### SUMMER PARADE
- 1. SUMMER PARADE
  2. B.B.D
  3. オールド・ビーチ Old Beach
  4. 星の数だけ願いは届く Reach Many Wishes as the Number of the Stars

#### Spur - WINTER VERSION'05/Swingin' Happy X'mas(シュプール －WINTER VERSION'05/Swingin' Happy X'mas)
- 1. Spur - WINTER VERSION'05 (シュプール -WINTER VERSION '05)
  2. Swingin' Happy X'mas

#### Lahaina(ラハイナ)
- 1. ラハイナ Lahaina
  2. きっとまたいつか Surely Some Other Day
  3. JAC(K) IN THE BOX

#### Sakura Kaze(桜風)
- 1. 桜風 Sakura Wind
  2. DAYS
  3. Happy Shine

#### KATANA
- 1. KATANA
  2. KATANA staging Diggy-MO'
  3. HighRock!!
  4. 雨音 Rain Sound

### Álbuns

#### Let's Go!!!
- 1. Hi-D!!!
  2. START
  3. Wake Up!
  4. MTMM
  5. バタフライ Butterfly
  6. 風見鶏 Weathercock
  7. 時計じかけのカーニバル Clockwork Carnival
  8. 雨上がり After the Rain
  9. Wedding Bell
  10. Over the Sea
  11. いい日だったね。 It was a Good Day.
  12. FLOW

#### Hi！Mode！！[EP]
- 1. 哀愁バイオレット Sorrow Violet
  2. 夕焼けサイクリング Sunset Cycling
  3. Harvest
  4. Tiger
  5. 半月 Half Moon
  6. シュプール Trace
  7. Morning Smile

#### Ciao! Bravo!!
- 1. キミドリ Kimidori
  2. ラハイナ Lahaina
  3. Judgement
  4. SLOW SUNSET
  5. 寝待ちの月 Moon's Bedtime Waiting
  6. さくら舞う Sakura Dancing
  7. 伯爵の恋 Count's Love
  8. 青春カムバック Youth Comeback
  9. きっとまたいつか (album version) Surely Some Other Day
  10. ブラボー・マーチ Bravo March
  11. SUNSHINE SURF!!
  12. T.M.G.
  13. ラハイナ (mahalo version)

#### BEGINNING OF THE ROAD ～collection of early songs～
- 1. 風 '07 ver. Wind
  2. La tanta cha cha cha ver.
  3. Sky！Sky！Sky！ '07 ver.
  4. さざなみ splash ver. Sazanami
  5. 木漏れ陽の中で brilliant ver. Sunshine Through the Trees
  6. 真夜中の怪盗 失われた秘宝の謎 Midnight of Phantom Thief and the Lost Treasures
  7. 激情メランコリック 情熱MIX Passion Melancholic Passion MIX
  8. いつかみた道 '07 ver. Some Day I'll Drive
  9. DUNK studio session
  10. Snow Dance winter session
  11. THIS WAY B.O.R. ver.
  12. ありがとう。 for you ver. Thank you.
  13. SINGING　BIRD

#### デパクラ (DEPACLA)　～DEPAPEPE PLAYS THE CLASSICS～
- 1. パッヘルベルのカノン Pachelbel's Canon in D
  2. 2声のインヴェンション第４番 Bach's Invention No.4
  3. G線上のアリア Bach's Air on G String
  4. ピアノソナタ第８番　ハ短調　作品１３　“悲愴”第２楽章 Beethoven's Pathetique Sonata
  5. ジムノぺディ第１番 Satie's Gymnopedie No.1
  6. ボレロ Ravel's Bolero

#### HOP! SKIP! JUMP!
- 1. FESTA!!
  2. Ready! GO!!
  3. Great Escape
  4. 禁じられた恋 Forbidden Love
  5. Horizon
  6. 旅の空から、 Travel from the Sky,
  7. Marine Drive
  8. ROSY
  9. a ボトム
  10. VIVA! JUMP!
  11. GIGIO2
  12. 桜風 Sakura Wind

#### デパナツ (DEPANATSU) ～drive!drive!!drive!!!～
- 1. ラハイナ（CW version） Lahaina
  2. Sky! Sky! Sky!
  3. Over the Sea
  4. FLOW
  5. SUMMER PARADE
  6. SLOW SUNSET
  7. Happy Shine
  8. 光ノサキへ First Light
  9. さざなみ splash ver. Sazanami
  10. SUNSHINE SURF!!（CW version）
  11. 星の数だけ願いは届く Reach Many Wishes as the Number of the Stars
  12. ひと夏の恋 Summer Romance
  13. Sky！Sky！Sky！ '07 ver.

#### デパフユ(DEPAFUYU)～ 晴れ 時どき 雪～
- 1. シュプール -WINTER VERSION '05
  2. Night & Day
  3. 夕焼けサイクリング Sunset Cycling
  4. Snow Dance winter session
  5. TIME
  6. Dreams
  7. パステル通り Pastel Street
  8. 散歩道 Promenade
  9. DAYS
  10. Morning Smile
  11. 哀愁バイオレット Sorrow Violet
  12. きっとまたいつか Surely Some Other Day
  13. THIS WAY B.O.R. ver.
  14. 晴れ 時々 雪 Sunny Sometime Snowing

#### Do!
- 1. FAKE
  2. KATANA
  3. Sailing
  4. 紫陽花 Hydrangea
  5. HighRock!!
  6. 最後の晩餐 The Last Supper
  7. 二人の写真 Photo of Two Persons
  8. orange
  9. Dolphindance
  10. ジャンボリー
  11. PaPaPa
  12. 真夏の疑惑 Doubt of Midsummer
  13. Quarrel
  14. Mint
  15. Special Lady～the wedding anthem～

#### デパクラ2～DEPAPEPE PLAYS THE CLASSICS 2
- 1. 交響曲第九 Beethoven's Symphony No.9
  2. 行進曲 威風堂々 Elgar's Pomp and Circumstance March
  3. 結婚行進曲 Mendelssohn's Wedding March
  4. グリーンスリーヴスによる幻想曲 Vaughan Williams's Fantasia on Greensleeves
  5. アダージョ・ト短調 Albinoni's Adagio by Giazotto
  6. 亡き王女のためのパヴァーヌ Ravel - Pavane pour une Infante défunte
  7. トルコ行進曲 Mozart's Turkish March
  8. 天国と地獄 Offenbach's Orpheus in the Underworld or widely known as Can-Can dance
  9. 夜想曲第２番 Chopin's Nocturne No.2
  10. 主よ、人の望みの喜びよ Bach's Jesu, Joy of Man's Desiring

#### ONE
- 1. 恋水 Tears of Love
  2. Lion
  3. beautiful wind
  4. ONE
  5. Starry Night
  6. notes for Flora
  7. Route 128
  8. Hello
  9. Wind on the coastline
  10. Pride
  11. -Interlude-
  12. 白い花 White flowers

#### Acoustic & Dining(Cd e DVD)
- 1. UNION
  2. ツバメ
  3. Memories (feat. Coba)
  4. Three Minutes Cooking
  5. SPARK!
  6. あの橋を渡ろう
  7. Share My World (feat.Sin from Singular)
  8. always
  9. 風薫る
  10. Happy Birthday
  11. かがやける日々
  12. ミュージックビデオ&メイキング

#### KISS
- 1. Life is a Journey
  2. Kiss
  3. four
  4. S.E.L.
  5. Light of Hope
  6. Circle of Love
  7. Howl of the Wolf
  8. Leopard
  9. Interlude～ネムル森～Nemr forest
  10. スミレViolet
  11. あの日見た空The sky we saw that day
  12. 青い鳥Blue Bird
  13. Sunburst

#### Colors
- 1. Color
  2. Letter from the forest
  3. Girl
  4. Diary
  5. Soda
  6. J.D.P.
  7. 小鳥のキャロル
  8. 旅立ちの日
  9. Reflection
  10. My hometown

#### Seek
- 1. GUILTY
  2. in your eyes
  3. War Cry
  4. 桜の頃
  5. Love Letter (feat. Kazuma Miura)
  6. a log
  7. She
  8. 空に描いて
  9. 水に揺らめくフィッシュテイル
  10. School days
  11. nite nite...ｚｚｚ
  12. The next ｗorld
  13. Last Dinner

### Trilhas Sonoras

#### Filmes
- Em abril de  2006, eles foram os responsáveis pela trilha-sonora do filme Catch a Wave[5]

##### Catch a Wave Original SoundTrack (Abril de 2006)
01. Catch A Wave のテーム
	
02. SUNSHINE SURF !! (CW Version)	

03. がくしてワン・ツー
	
04. 青香BOY	

05. バタフライ	

06. Dreams	

07. 散歩歩	

08. 散歩道	

09. 二人だけの秒密	

10. ラハイナ (CW Version)	

11. ひと夏の恋	

12. Surf Battle
	
13. Take Off

#### Animes
- Em 11 outubro de 2011, um álbum com as músicas da trilha-sonora do anime Honey and Clover foi lançado[6].

##### Night & Day - Depapepe meetsHoney and Clover(ハチミツとクローバー) [Outubro de 2006]
1. Night & Day
2. パステル通り Pastel Street
3. ハチロク
4. 光ノサキへ First Light
5. Korean TV show Coffee Prince OST

## Videoclipes
- Summer Parade
- Start
- snowdance
- canon

## Prêmios e Indicações

### Japan Gold Disc Award
- 2006 -  "New Artist of The Year"
- 2006 - "Instrumental Album of The Year"
- 2007 - "Instrumental Album of The Year"

### Channel V (Tailandia)
- "Best New Artist" (International)